# بيتر كوبفشتاين
بيتر كوبفشتاين (بالإنجليزية: Petr Kopfstein) (من مواليد 18 مارس 1978) وهو طيار إيروكابتيكي من تشيك ويمثل جمهورية التشيك في الإستعراض الجوي في الفئة الغير محدودة، ومؤخرا كان متسابقاً في فئة ماستر كلاس من سباق ريد بول الجوي. وهو الفائز الأول في بطولة ريد بول الجوي كما فاز «بكأس تشالنجر» في عام 2014.
في عام 2014، فاز بيتر كوبفشتاين بالبطولة الوطنية التشيكية في الفئة الغير محدودة بفوزه على زميله مارتن حيث كان يطير بإكسترا إي إيه-300.
في عام 2015، شارك بيتر كوبفشتاين مرة أخرى في بطولة ريد بول الجوية واحتل المركز الرابع في نهاية السلسلة. بشكل عام، حصل على 28 نقطة في المجموع.
في 19 يناير 2016 أكدت إدارة إدارة RBAR بأن بيتر سوف ينتقل إلى فئة «ماسترز» الرئيسية لموسم 2016، مع بيتر بودلونسك من سلوفينيا.

## نجاحاته
سباق ريد بول الجوي
| 2014       | أبوظبي             | روفينج             | بوتراجاي       | غدينيا             | المملكة المتحدة  | الولايات المتحدة   | لاس فيغاس        | المركز الأول ‏    | 20 | 0  | المركز الأول   |
| 2015       | المركز الثاني ‏     | المركز الأول ‏      | كرواتيا        | المركز الرابع ‏     | المركز الأول ‏    | المركز الثاني ‏     | الولايات المتحدة | المركز الرابع ‏   | 28 | 0  | المركز الرابع  |
| فئة رئيسية |                    |                    |                |                    |                  |                    |                  |                  |    |    |                |
| 2016 ‏      | المركز الثالث عشر ‏ | المركز الحادي عشر ‏ | المركز التاسع ‏ | المركز الحادي عشر ‏ | المركزالرابع عشر | المركز الحادي عشر ‏ | المركز التاسع ‏   | الولايات المتحدة | 4  | 0  | 1المركز الرابع |
| 2017 ‏      | المركز الثاني عشر ‏ | المركز السادس ‏     | المركز الثاني ‏ | المركز الخامس ‏     | المركز الرابع ‏   | المركز السابع ‏     | المركز الثامن ‏   | المركز الخامس ‏   | 43 | 0  | المركز الخامس  |
| 2018 ‏      | المركز التاسع      | فرنسا              | اليابان        | المجر              |                  | روسيا              | الولايات المتحدة |                  | 2* | 0* | المركز التاسع* |

## وصلات خارجية
- "Kopfstein and Podlunšek join 2016 Master Class". Red Bull Air Race. 19 يناير 2016. مؤرشف من الأصل في 2017-07-03. اطلع عليه بتاريخ 2017-02-26.
  - بيتر كوبفشتاين  على فيسبوك.
  - بيتر كوبفشتاين على إنستغرام
- "Kopfstein míří se Slovincem Podlunšekem do Master Class Red Bull Air Race". Aeroweb.cz. مؤرشف من الأصل في 2017-10-17. اطلع عليه بتاريخ 2017-02-26.
- "Změna pravidel stála pilota Kopfsteina obhajobu v Air Race". Sport.idnes.cz. مؤرشف من الأصل في 2017-09-12. اطلع عليه بتاريخ 2017-02-26.
- "Šonka už nebude v Air Race jediný Čech. Do série přichází i Kopfstein". Sport.idnes.cz. مؤرشف من الأصل في 2017-09-12. اطلع عليه بتاريخ 2017-02-26.